# Giuseppe Pella
Giuseppe Pella (ur. 18 kwietnia 1902 w Valdengo, zm. 31 maja 1981 w Rzymie) – włoski polityk i ekonomista, działacz Chrześcijańskiej Demokracji, parlamentarzysta okresu powojennego, minister w różnych resortach, wicepremier, a od 1953 do 1954 premier Włoch, przewodniczący Zgromadzenia EWWiS w latach 1954–1956.

## Życiorys
Ukończył nauki ekonomiczne i handlowe na Uniwersytecie Turyńskim. W latach 20. działał we Włoskiej Partii Ludowej. Pracował jako rewident i audytor, zajmował się publicystyką gospodarczą, angażował się w działalność organizacji gospodarczych. Na początku lat 30. został wykładowcą na macierzystej uczelni. Aby móc wykonywać dotychczasowy zawód, zapisał się do Narodowej Partii Faszystowskiej. W 1943 podjął współpracę z ruchem oporu oraz tworzoną wówczas Chrześcijańską Demokracją.
W 1946 został wybrany do zgromadzenia konstytucyjnego, w którym zasiadał do 1948. Następnie przez 20 lat do 1968 był posłem do Izby Deputowanych I, II, III i IV kadencji. W 1954, po śmierci Alcide De Gasperiego, został przewodniczącym Zgromadzenia Europejskiej Wspólnoty Węgla i Stali, stanowisko to zajmował do 1956. Od 1968 do 1976 zasiadał w Senacie V i VI kadencji.
Jego pierwszą funkcją w rządzie była funkcja sekretarza stanu w resorcie finansów i następnie w resorcie finansów i skarbu w gabinecie Alcide De Gasperiego, pełnił ją od października 1946 do maja 1947. W kolejnych rządach tegoż premiera był ministrem finansów (od czerwca 1947 do maja 1948), ministrem budżetu (od maja 1948 do sierpnia 1953), ministrem skarbu (od maja 1948 do lipca 1951 i od lutego 1952 do sierpnia 1953). Od sierpnia 1953 do stycznia 1954 sprawował urząd premiera, w swoim gabinecie kierował jednocześnie resortami budżetu oraz spraw zagranicznych. Podał się do dymisji w trakcie kryzysu związanego z podziałem Wolnego Terytorium Triestu. W maju 1957 został wicepremierem i ministrem spraw zagranicznych w rządzie, którym kierował Adone Zoli. Stanowiska te zajmował do lipca 1958. Później był jeszcze ponownie ministrem spraw zagranicznych (od lutego 1959 do marca 1960 w rządzie Antonia Segniego) i ministrem budżetu (od lipca 1960 do lutego 1962 w rządzie Amintore Fanfaniego). Po raz ostatni pełnił funkcję rządową od lutego do czerwca 1972 jako minister finansów w gabinecie Giulia Andreottiego.